# Cheval-heure
Le cheval-heure est une ancienne unité de travail, unité pratique du système MKpS valant
75 × 3 600 = 273 000 kilogrammètres, soit environ 735 Wh.
Complètement abandonnée aujourd'hui, on la retrouve sur d'anciennes documentations, la consommation spécifique des moteurs thermiques, notamment en aéronautique, étant souvent exprimée en grammes par cheval-heure.